# Isaac Mizrahi
Pour les articles homonymes, voir Mizrahi.
Isaac Mizrahi, né le 14 octobre 1961 à Brooklyn, quartier de New York, (État de New York, États-Unis), est un créateur de mode et animateur de télévision américain.
Ancien directeur de la création de Liz Claiborne, il est surtout connu pour les collections qui portent son nom.

## Jeunesse
Isaac Mizrahi est né à Brooklyn (New York), dans une famille juive et syriennne. Son père lui donna une machine à coudre à l'âge de dix ans. À quinze ans, il a lancé sa propre marque, New York, avec l'aide d'un ami de la famille. Il a fréquenté plusieurs écoles lors de sa scolarité : Yeshiva de Flatbush, Fiorello H. LaGuardia High School of Music & Art and Performing Arts, et la Parsons The New School for Design.

## Carrière
Mizrahi a présenté sa première collection en 1987 à un trunk show organisé par le célèbre magasin de New York Bergdorf Goodman. La ligne de vêtement valu les éloges des rédacteurs de mode, ce qui incite plusieurs grands détaillants de passer des commandes. En 1989, il a discuté de ses conceptions dans une interview d'Elizabeth Cannon. Il les a décrits comme « contrôlée et glamour », « élégante », « distillée, raffiné », inspiré par la décadence, et la diversité de New York. Il a également exprimé son intérêt de faire appel à une clientèle raffinée et exclusive. En 1992, la maison de couture française Chanel a acheté une participation dans sa société et a commencé à financer ses opérations. En dépit des critiques continues, les ventes étaient inconstantes ; le directeur des magasins Bloomingdale's, Kal Ruttenstein a déclaré que Mizrahi avait « de bonnes années et de mauvaises années ». Cette volatilité est principalement attribuable à l'échec du concepteur à mettre en place un style défini ou « Look Mizrahi ». Bien que la société a rapporté entre 10-20 millions de dollars en un an, il n'a jamais fait de profit, et a fait perdre des sommes substantielles dans ses quatre dernières années de fonctionnement. Chanel fatigué des pertes croissantes, a forcé la fermeture de la collection après l'automne 1998. Parmi les fans et les clients de Mizrahi certains étaient des stars Hollywoodienne comme Nicole Kidman, Selma Blair, Julia Roberts, Sarah Jessica Parker, Debra Messing et Natalie Portman, pour n'en nommer que quelques-uns.
Mizrahi revint à la mode en 2002 quand il a commencé à concevoir une autre collection plus secondaire, Isaac Mizrahi for Target. La ligne a été un énorme succès, et s'est rapidement déclinée dans des accessoires, de la literie, des articles ménagers, et des produits pour animaux de compagnie. Le volume des ventes a triplé en cinq ans avec 300 millions de dollars et a introduit le concepteur de l'Amérique traditionnelle. La ligne a été interrompue en 2008.
Mizrahi conçu pour Claiborne pour l'année 2009. Bien que des campagnes de publicité pour son travail avec Claiborne ont apparu dans les magazines de mode, la ligne a été un désastre presque dès son lancement. Gottschalks a déclaré faillite et sa liquidation, quelques semaines seulement après le lancement Mizrahi. En conséquence, en décembre 2009, le site Web de Liz Claiborne a été fermé et les rumeurs abondaient que la société était en faillite et en situation de surendettement. Depuis l'automne 2010, les vêtements griffés Liz Claiborne ne seront vendus qu'à JC Penney, et ne sont pas conçus par Mizrahi.

## Médias
Mizrahi a fait des apparitions dans plusieurs émissions de télévision et des films depuis les années 1990. En 1995, un film a été produit sur le développement de sa collection d'automne 1994 appelée Unzipped.
Mizrahi apparaît souvent sur un grand nombre de programmes de la chaine E!. Il est également apparu dans l'épisode Plus One in the Loneliest Number de la cinquième saison de Sex and the City, mais aussi dans un épisode de Spin City. Il est guest-star dans la série Ugly Betty, dans lequel il joue un reporter pour la chaîne câblée Fashion TV dans l'épisode Lose the Boss.
Mizrahi a déclaré qu'il se considère comme un artiste qui peut chanter et agir. Dans son spectacle 'Oxygène', il a chanté du jazz. Il a également joué dans des films, dont deux de Woody Allen, Escrocs mais pas trop et dans Hollywood Ending.
En 2012, Isaac Mizrahi a participé à la première saison de Project Runway: All Stars en tant que juge en chef, aux côtés de Georgina Chapman, émission diffusée sur le réseau Lifetime TV.
En février 2012, Mizrahi était correspondant tapis rouge pour Live! Avec Kelly lors de la remise de la 84e Annual Academy. Les interviews comprenaient des entrevues avec Brad Pitt, Emma Stone, Rooney Mara, et Gwyneth Paltrow. Il a été diffusé le lendemain de la cérémonie des Oscars, lors d'un épisode spécial de Live! Avec Kelly.

## Présentation des Golden Globes
Mizrahi était un correspondant « Tapis Rouge » sur la chaine de télévision E! pour les Golden Globes en 2006. Il a pris des libertés avec de nombreuses actrices, comme regarder le décolleté de la robe de Teri Hatcher. Il a attiré l'attention sur Hilary Swank qui était forte. Il a également touché la poitrine de Scarlett Johansson sans son consentement, ce qui au regard de la loi américaine constituerait une agression sexuelle.

## D'autres projets
- Il a fait une série de bandes dessinées appelé Isaac Mizrahi qui présente les aventures de Sandee la Supermodel, publié par Simon & Schuster.
- Il a coécrit le documentaire historique Royaume de David: La saga des Israélites pour Public Broadcasting Service[9].
- Il a également raconté l'histoire pour enfants, Pierre et le loup, au Musée Guggenheim des Travaux & Process arts de la scène en décembre 2007 et en 2010.

## Vie personnelle
Mizrahi a épousé son mari, Arnold Germer, lors d'une cérémonie civile à New York City Hall le 30 novembre, 2011.